# ساشین لیتل‌فدر
ماریا لوئیز کروز (انگلیسی: Maria Louise Cruz؛ ‏ ۱۴ نوامبر ۱۹۴۶ – ۲ اکتبر ۲۰۲۲) که بیشتر با نام ساشین لیتل‌فدر (انگلیسی: Sacheen Littlefeather) شناخته می‌شود، بازیگر اهل ایالات متحده آمریکا و فعال حقوق مدنی بومیان آمریکا بود. پس از مرگ او، برخی اعضای خانواده خودش و همچنین بعضی روزنامه‌نگاران او را متهم کردند که به دروغ خود را از تبار بومیان و سرخپوستان آمریکا جا زده است.
لیتل‌فدر در چهل و پنجمین دوره جوایز آکادمی (که بیشتر به عنوان جوایز اسکار شناخته می‌شود) در سال ۱۹۷۳ نماینده مارلون براندو بود، جایی که او - از طرف براندو - جایزه اسکار بهترین بازیگر مرد را که برای بازی در فیلم پدرخوانده کسب کرده بود، رد کرد. براندو که از برندگان محبوب این جایزه بود، این مراسم را به عنوان اعتراضی به نحوه به‌تصویر کشیدن بومیان آمریکا توسط هالیوود و برای جلب توجه به «تسخیر ووندید نی» تحریم کرد. در طول سخنرانی او، واکنش حضار به تحریم براندو بین هو کردن یا تشویق تقسیم شده بود.
پس از سخنرانی جوایز اسکار لیتل‌فدر در حوزه مراقبت تسکینی مشغول به کار شد. او به فعالیت خود برای مسائل بومیان آمریکا از جمله مراقبت‌های بهداشتی و بیکاری ادامه داد و فیلم‌هایی در مورد بومیان آمریکا تولید کرد. در ژوئن ۲۰۲۲، آکادمی اسکار یک بیانیه عذرخواهی برای لیتل‌فدر کرد که به‌طور کامل در مراسم شبی با ساشین لیتل‌فدر در ۱۷ سپتامبر، دو هفته قبل از مرگش قرائت شد.
لیتل‌فدر گفت پدرش از نژاد آپاچی و یاکی و مادرش اروپایی‌تبار بود. مدت کوتاهی پس از مرگ لیتل‌فدر، ژاکلین کیلر، نویسنده و فعال ناواهو، با دو خواهر لیتل‌فدر مصاحبه کرد. آنها گفتند که خانواده آنها از سرخ‌پوستان ایالات متحده آمریکا نیستند و لیتل‌فدر اصل و نسب بومی آمریکایی خود را جعل کرده است. آنها همچنین گفتند که پدرشان که در آکسنارد، کالیفرنیا به دنیا آمد و از تبار اسپانیایی-مکزیکی بود و هیچ گونه پیوند قبیله‌ای سرخپوستی نداشت.

## اوایل زندگی
لیتل‌فدر با نام اصلی «ماری لوئیز کروز» یا «ماریا لوئیز کروز» در ۱۴ نوامبر ۱۹۴۶ در سالیناس، کالیفرنیا به دنیا آمد. مادرش جرالدین ماری کروز (با زادنام بارنیتس)، یک چرمکاری با تباری فرانسوی، آلمانی و هلندی بود و در سانتا باربارا، کالیفرنیا به دنیا آمده و بزرگ شده بود. پدرش، مانوئل یبارا کروز، یک زین ساز مکزیکی‌تبار بود که در آکسنارد، کالیفرنیا به دنیا آمد و بزرگ شد.
لیتل‌فدر بارها ادعا می‌کرد که پدرش دارای نژاد آپاچی وایت مانتین و یاکی بوده است. با این حال، خواهران او و همچنین محققانی که این ادعا را بررسی کرده‌اند، تأیید می‌کنند که او اجدادی اسپانیایی-مکزیکی داشته و هیچ اجداد شناخته‌شده‌ای که دارای هویت قبیله‌ای سرخپوستی در مکزیک باشند، نداشته و هیچ ارتباطی هم با آپاچی وایت مانتین و یاکی آریزونا نداشته است.
جرالدین و مانوئل هر دو زین‌ساز بودند. جرالدین این هنر را از لئو لئونارد، که صاحب «شرکت زین‌سازی لئونارد» در سانتا باربارا بود، آموخت و مانوئل ساختن زین را در دوران کودکی در سانفرانسیسکو فرا گرفت. در سال ۱۹۴۹، آنها به سالیناس نقل مکان کردند و کسب و کار خود را به نام «زین‌سازی کروز» افتتاح کردند. جرالدین کروز پس از مرگ همسرش در سال ۱۹۶۶ به فعالیت خود ادامه داد.
لیتل‌فدر از سال ۱۹۶۰ تا ۱۹۶۴ در دبیرستان نورث سالیناس حضور داشت و در سازمان جوانان 4-H فعال بود و جوایزی را در مقوله‌های اقتصاد خانگی مانند نگهداری مواد غذایی و مُد کسب کرد. پس از دبیرستان، او به کالج هارتنل جونیور رفت و تحصیلات ابتدایی را پشت سر گذاشت.
لیتل‌فدر گفت که در حدود ۱۹ سالگی، پس از شنیدن صداهایی که او را به سمت اقدام به خودکشی سوق می‌داد، یک سال را در بیمارستان روان‌پزشکی گذراند و آنچه را که در طول مصاحبه سه ساعته تاریخ بصری در سال ۲۰۲۲ با مدیر موزه آکادمی تصاویر متحرک اتفاق افتاد، بازگو کرد. به گفته لیتل‌فدر، این بیمارستان یک «چاله جهنمی» بود و پزشکان از آنچه او آن را «سایکودراما» تعبیر نمود نقش والدینش را بازی می‌کردند «در حالی که چهره‌های کلاه‌دار سیاه‌پوش در اتاقی کم نور گوش می‌دادند» تا به او کمک کنند «خاطرات کودک‌آزاری و رهاشدگی را بازآفرینی کند». لیتل‌فدر گفت که برای او تشخیص اسکیزوفرنی داده بودند. در سال ۱۹۶۹، او به منطقه خلیج سان فرانسیسکو نقل مکان کرد تا حرفه مُدلینگ را دنبال کند، با مجموعه ای از عکس‌های گرفته شده توسط «کنت کوک» از عکاسی کوک. او گفت که تحت درمان با تورازین و سایر داروها قرار گرفته است، اما «بیشتر با کمک بسیار زیاد» جامعه بومی آمریکا در منطقه خلیج سان فرانسیسکو حالش بهبود یافت شده است.
در حالی که او در کالج ایالتی کالیفرنیا در هیوارد (در حال حاضر: دانشگاه ایالتی کالیفرنیا در ایست بی) حضور داشت و هنرهای نمایشی و سخنوری را مطالعه کرد، به توسعه دادن هویت بومی آمریکایی ادامه داد. در سال ۱۹۶۹، او به «شورای متحد بومیان منطقهٔ بی» پیوست. او مدعی شد که به صورت پاره وقت در اشغال زندان آلکاتراز در سال ۱۹۷۰ شرکت کرده است، اگرچه این ادعا مورد مناقشه قرار گرفته است. در همین زمان، او نام ساشین لیتل‌فدر را برای خود برگزید. او گفت که نام ساشین را انتخاب کرد زیرا این نامی بود که پدرش قبل از مرگش او را صدا می‌کرد و لیتل‌فدر از پری که همیشه در موهایش می‌گذاشت گرفته شد. او بیشتر در مورد آداب و رسوم بومیان آمریکا از ریش‌سفیدان سرخپوست و معترضان دیگر، مانند «آدام فورچونت ایگل» (که در آن زمان به نام آدام نوردوال شناخته می‌شد) آموخت. در مصاحبه‌ای پس از حضورش در مراسم جوایز اسکار، فورچونت ایگل تأیید کرد که لیتل‌فدر در اعتراضات آلکاتراز حمایت کرده است؛ با این حال، طبق مقاله‌ای که پس از مرگ لیتل‌فدر منتشر شد، فعال مدنی «لانادا وار جک» که در آلکاتراز بود، گفت که لیتل‌فدر آنجا نبود.
در سال ۱۹۷۴، لیتل‌فدر در کلاس‌های تئاتر کنسرواتوار آمریکا شرکت کرد و روش‌های بازیگری، یوگا، شمشیربازی، شکسپیر، رقص و سایر مهارت‌های مختلف را برای حرفه بازیگری خود آموخت. او نقش پیل‌فلاور در فیلم وینترهاوک، فیلمبرداری شده در کلسپل، مونتانا بازی کرد.

### گزارش‌های از کوک‌آزاری در دوران کودکی
لیتل‌فدر در مصاحبه‌هایش گفت که دوران کودکی سختی داشته است. در گفتگویی در سال ۱۹۷۴، او اظهار داشت که مادرش در چهار سالگی پدرش را ترک کرد و او را به نزد پدربزرگ و مادربزرگ مادری اش فرستاد. در سال ۱۹۸۸، او اظهار داشت که پدر و مادرش در همسایگی پدربزرگ و مادربزرگ مادری او، ماری و جرالد «بارنی» بارنیتس زندگی می‌کردند، در حالی که او و دو خواهر کوچکترش با پدربزرگ و مادربزرگ‌شان زندگی می‌کردند. او این را نوعی «فرزندخواندگی» یا سرپرستی موقت توصیف کرد. در طول یک مصاحبه تلویزیونی در سال ۱۹۷۶، او پدرش را به عنوان فردی بدسرپرست توصیف کرد. او گفت که مادر و دو خواهرش مورد خشم و ضرب و شتم پدرش قرار داشتند.
ژاکلین کیلر، نویسنده و فعال ناواهو در یک مقاله نظری پس از مرگ او، نوشت که خواهران لیتل‌فدر بدرفتاری پدرشان را مورد تردید قرار دادند و به نظر می‌رسد که روایت لیتل‌فدر از کودکی‌اش، در واقع برگرفته از زندگی پدر خودش بوده، که در فقر بزرگ شده بود و پدرش کودک‌ازار و بدرفتار بوده است.

## زندگی شخصی
لیتل‌فدر در سال ۱۹۷۳، لیتلفدر با مهندسی به نام مایکل روبیو ازدواج کرد. او بعدها در یک رابطه عشقی ۳۲ ساله با مردی متأهل به نام چارلز کوشیوی جانستون بود که در سال ۲۰۲۱ درگذشت.

لیتل‌فدر مدتی تغذیه ارتومولکولی خواند و بعداً گفت که "می‌خواست ببیند این همه غذاهای "سفیدپوستان" از کجا می‌آید" بنابراین به سوئد رفت و در استکهلم زندگی کرد. او اظهار داشت که می‌خواهد در اروپا سفر کند تا ببیند سفیدپوستان از کجا آمده‌اند، همان‌طور که مردم «همیشه به مناطق حفاظت‌شدهٔ بومیان می‌روند تا ببینند سرخپوستان از کجا آمده‌اند». در حین سفر، او به غذاهای فرهنگ‌های دیگر علاقه‌مند شد و به شباهت‌هایی بین غذاهایی مانند بونوئلوهای اسپانیایی و نان سرخ شده سرخپوستان آمریکایی و همچنین پیراشکی روسی و پای‌های گوشتی که توسط دوستان کیووا او تهیه می‌شد اشاره کرد.

### مشکلات سلامتی و مرگ
در طول سال‌ها، لیتل‌فدر تجربیات شخصی خود را با مسائل جدی سلامتی، از جمله خونریزی داخلی، پنوموتوراکس و سرطان توصیف کرد. او گزارش داد که در چهار سالگی به سل مبتلا شده بود و در حالی که در بیمارستان بستری بود در یک چادر اکسیژن تحت درمان قرار گرفت. او اظهار داشت که قصد خودکشی داشت و یک سال در یک آسایشگاه روانی بستری بود. در سال ۱۹۷۴، او اظهار داشت که مارلون براندو زمانی که درد زیادی داشت او را نزد یک دکتر فرستاد و به بهبودی او کمک کرد، بنابراین او برای جبران او سخنرانی اسکار را انجام داد.
در سن ۲۹ سالگی، او دچار کلاپس ریوی شد. پس از بهبودی، او مدرکی را از دانشگاه انطاکیه در زمینه سلامت و تغذیه جامع با تأکید بر طب سنتی آمریکایی دریافت کرد، دانشی که او، آن را دلیل بهبودی خود دانست. در سال ۱۹۹۱، گزارش شد که لیتل‌فدر پس از جراحی سنگین سرطان بهبود می‌یابد. مقاله‌ای در سال ۱۹۹۹ مدعی شد که او در اوایل دهه ۱۹۹۰ به سرطان روده بزرگ مبتلا شده بود.
لیتل‌فدر در سال ۲۰۱۸، دچار مرحله چهارم (آخر) سرطان پستان شد که عود همان سرطان پستانی بود که در سال ۲۰۱۲ گزارش شد که در حال بهبودی از آن است. او در مصاحبه‌ای در سال ۲۰۲۱ گفت که سرطان به ریه راست او متاستاز داده است و او در پایان راه است.
لیتل‌فدر در ۲ اکتبر ۲۰۲۲ در خانه اش در نوواتو، کالیفرنیا و در سن ۷۵ سالگی درگذشت.

از فیلم‌هایی که وی در آن‌ها نقش داشته است، می‌توان به مشاور و بیلی جک در دادگاه اشاره نمود.